# Liste der Kulturdenkmale in Wurgwitz
Die Liste der Kulturdenkmale in Wurgwitz enthält alle Kulturdenkmale des Freitaler Stadtteils Wurgwitz. Die Anmerkungen sind zu beachten.
Diese Liste ist eine Teilliste der Liste der Kulturdenkmale in Freital.

## Legende
- Bild: Bild des Kulturdenkmals, ggf. zusätzlich mit einem Link zu weiteren Fotos des Kulturdenkmals im Medienarchiv Wikimedia Commons. Wenn man auf das Kamerasymbol klickt, können Fotos zu Kulturdenkmalen aus dieser Liste hochgeladen werden:
- Bezeichnung: Denkmalgeschützte Objekte und ggf. Bauwerksname des Kulturdenkmals
- Lage: Straßenname und Hausnummer oder Flurstücknummer des Kulturdenkmals. Die Grundsortierung der Liste erfolgt nach dieser Adresse. Der Link (Karte) führt zu verschiedenen Kartendiensten mit der Position des Kulturdenkmals. Fehlt dieser Link, wurden die Koordinaten noch nicht eingetragen. Sind diese bekannt, können sie über ein Tool mit einer Kartenansicht einfach nachgetragen werden. In dieser Kartenansicht sind Kulturdenkmale ohne Koordinaten mit einem roten bzw. orangen Marker dargestellt und können durch Verschieben auf die richtige Position in der Karte mit Koordinaten versehen werden. Kulturdenkmale ohne Bild sind an einem blauen bzw. roten Marker erkennbar.
- Datierung: Baubeginn, Fertigstellung, Datum der Erstnennung oder grobe zeitliche Einordnung entsprechend des Eintrags in der sächsischen Denkmaldatenbank
- Beschreibung: Kurzcharakteristik des Kulturdenkmals entsprechend des Eintrags in der sächsischen Denkmaldatenbank, ggf. ergänzt durch die dort nur selten veröffentlichten Erfassungstexte oder zusätzliche Informationen
- ID: Vom Landesamt für Denkmalpflege Sachsen vergebene, das Kulturdenkmal eindeutig identifizierende Objekt-Nummer. Der Link führt zum PDF-Denkmaldokument des Landesamtes für Denkmalpflege Sachsen. Bei ehemaligen Kulturdenkmalen können die Objektnummern unbekannt sein und deshalb fehlen bzw. die Links von aus der Datenbank entfernten Objektnummern ins Leere führen. Ein ggf. vorhandenes Icon  führt zu den Angaben des Kulturdenkmals bei Wikidata.

## Liste der Kulturdenkmale
| Bild                                    | Bezeichnung                                                              | Lage                                     | Datierung                                                     | Beschreibung | ID       |
| --------------------------------------- | ------------------------------------------------------------------------ | ---------------------------------------- | ------------------------------------------------------------- | --- | -------- |
| Direkt Bild zu diesem Denkmal hochladen | Königlich Sächsische Steinkohlenwerke Zauckerode (ehem.) - Albertschacht | Albertschacht 4 (bei) (Karte)            | 2. Hälfte 19. Jahrhundert (Bergbauanlagenteil)                | Sachgesamtheitsbestandteil der Sachgesamtheit Bergbaumonumente Freital im OT Wurgwitz mit folgendem Einzeldenkmal: Maschinenhaus des ehemaligen Albertschachtes (siehe Einzeldenkmalliste - ID-Nr. 08963934) (siehe auch Sachgesamtheitsliste der Stadt Freital, OT Burgk - ID-Nr. 09303858); von regionaler bergbaugeschichtlicher Relevanz.                                                                                               | 09303865 |
| Direkt Bild zu diesem Denkmal hochladen | Königlich Sächsische Steinkohlenwerke Zauckerode (ehem.) – Albertschacht | Albertschacht 4 (bei) (Karte)            | 2. Hälfte 19. Jh. (Bergbauanlage)                             | Einzeldenkmal der Sachgesamtheit Bergbaumonumente Freital im OT Wurgwitz: Maschinenhaus des ehemaligen Albertschachtes (siehe auch Sachgesamtheitsliste Stadt Freital, OT Burgk – ID-Nr. 09303858); einziges original erhaltenes Gebäude der früheren umfangreichen Anlage, von regionaler bergbaugeschichtlicher Relevanz | 08963934 |
| Direkt Bild zu diesem Denkmal hochladen | Wohnstallhaus                                                            | Am Berge 4 (Karte)                       | um 1850 (Wohnstallhaus)                                       | Wohnstallhaus; Obergeschoss Fachwerk, baugeschichtlich von Bedeutung | 08963699 |
| Weitere Bilder                          | Rittergut Wurgwitz                                                       | Am Weinberg 6, 8 (Karte)                 | bez. 1908 (Seitengebäude, Schlussstein); um 1850 (Herrenhaus) | Herrenhaus eines Rittergutes, weiterhin Gutsanlage mit vier Wirtschaftsgebäuden, Einfriedung und Torbäumen sowie Garten; Herrenhaus in Art einer Villa mit venezianischer Formensprache (casa a due torri), Neorenaissance, mit vorgelagertem Turm, im Ortskontext architektonisch auffällig, Gutsanlage bestehend aus noch vier Gebäuden, drei davon in Fachwerk, ortsbild- und strukturprägende Anlage von lokalgeschichtlicher Bedeutung | 08963723 |
|                                         | Scheune                                                                  | Gartenstraße 2 (bei) (Karte)             | 1. Hälfte 19. Jh. (Fachwerkscheune)                           | Scheune; Fachwerk, Relikt eines Gehöfts; u. a. baugeschichtliche Bedeutung | 08963702 |
| Weitere Bilder                          | Eisenbahnbrücke                                                          | Kesselsdorfer Straße (Karte)             |                                                               | Wegeunterführung einer Bahntrasse, baugeschichtlich und eisenbahngeschichtlich von Bedeutung | 08963698 |
| Weitere Bilder                          | Niederhermsdorfer Hof                                                    | Oberhermsdorfer Straße 1 (Karte)         | Kern wohl 18. Jh. (Wohnstallhaus)                             | Wohnstallhaus und drei Seitengebäude eines Bauernhofes; großteils altes Fachwerk, baugeschichtlich und ortsgeschichtlich von Bedeutung | 09303635 |
|                                         | Wohnstallhaus und zwei Seitengebäude                                     | Oberstraße 14 (Karte)                    | bez. 1852 Türgewände (Wohnstallhaus)                          | Wohnstallhaus und zwei Seitengebäude eines Dreiseithofes; Wohnstallhaus Obergeschoss Fachwerk, Seitengebäude eines ebenfalls Fachwerk und eines als Anbau hinter dem Wohnhaus, in Struktur und Aussehen erhaltene Hofanlage, u. a. baugeschichtliche Bedeutung | 08963705 |
|                                         | Scheune                                                                  | Oberstraße 20 (Karte)                    | um 1800 (Scheune)                                             | Scheune; Fachwerk, eines der wenigen im Aussehen erhaltenen Zeugnisse ländlicher Holzbauweise im Ort, baugeschichtlich von Bedeutung | 08963704 |
| Weitere Bilder                          | Alfred-Damm-Heim                                                         | Pesterwitzer Straße 6 (Karte)            | 1930 (Kulturhaus)                                             | Alfred-Damm-Heim – Kulturhaus mit Turnhalle; bau-, orts- und sozialgeschichtliche Bedeutung | 09300989 |
| Weitere Bilder                          | Rathaus Wurgwitz                                                         | Pesterwitzer Straße 21 (Karte)           | bez. 1925 Eingangsgiebel (Rathaus)                            | Rathaus Wurgwitz – Rathaus; repräsentatives Gebäude, architektonisch und ortshistorisch von Bedeutung | 08963720 |
| Weitere Bilder                          | Schulgebäude                                                             | Pesterwitzer Straße 23 (Karte)           | Eingang bez. 1907/08 (Schule)                                 | Schulgebäude; bau- und ortshistorische Relevanz | 08963721 |
|                                         | Frühere Schule                                                           | Pesterwitzer Straße 25 (Karte)           | 1873 (Schule)                                                 | Erste Wurgwitzer Schule; bau- und ortsgeschichtliche Bedeutung | 09300988 |
| Weitere Bilder                          | Gasthof                                                                  | Pesterwitzer Straße 36 (Karte)           | 2. Hälfte 19. Jh. (Gasthof)                                   | Gasthof mit Saal; von bau- und ortshistorischer Relevanz | 08963719 |
| Weitere Bilder                          | Schulgebäude                                                             | Unterstraße 2 (Karte)                    | 1860er Jahre, bez. 186… (Schule)                              | Schulgebäude; bau- und ortshistorische Bedeutung | 08963700 |
|                                         | Scheune                                                                  | Unterstraße 5 (Karte)                    | 18. Jh. (Scheune)                                             | Scheune eines Bauernhofes; Schauseite Sichtfachwerk, an bildprägender Stelle, eines der wenigen im Aussehen erhaltenen Zeugnisse der Volksbauweise im Ort, baugeschichtlich von Bedeutung | 08963703 |
| Weitere Bilder                          | Böhlbrunnen                                                              | Zöllmener Straße 29 (bei) (Karte)        | bez. 1672 (Schöpfstelle)                                      | Böhlbrunnen – Sandstein-Quelleinfassung | 09300990 |
|                                         | Ländliches Wohnhaus                                                      | Zöllmener Straße 33 (Karte)              | Kern vor 1800, um 1850 (Wohnhaus)                             | Ländliches Wohnhaus (Obergeschoss Fachwerk); Relikt des ursprünglichen Dorfbildes, baugeschichtlich relevant | 08963722 |
|                                         | Hammerteich                                                              | Zöllmener Straße (Karte)                 | vermutlich 17. Jh. (Teich)                                    | Hammerteich – Kunstteichanlage des sog. Hammerteiches, einschließlich des in Quadersandstein gefassten Überlaufes; frühes wassertechnisches Zeugnis von ortsgeschichtlicher Bedeutung | 08963935 |
| Direkt Bild zu diesem Denkmal hochladen | Ehemalige Schafschwemme                                                  | Zöllmener Straße (Karte)                 | 19. Jh.                                                       | Ehemalige Schafschwemme; heimatgeschichtlich und ortshistorisch von Bedeutung | 09306613 |
| Weitere Bilder                          | Wohnstallhaus                                                            | Zur Quäne 3 (Karte)                      | 19. Jh. (südliches Seitengebäude); 18. Jh. (Wohnstallhaus)    | Wohnstallhaus und gegenüber liegendes Seitengebäude eines Vierseithofes; Wohnstallhaus teils Fachwerk, u. a. baugeschichtlich von Bedeutung | 08963706 |
| Weitere Bilder                          | Kriegerdenkmal Erster Weltkrieg                                          | Zur Wiederitz / Ecke Erlenstraße (Karte) | wohl 1920er Jahre (Kriegerdenkmal)                            | Kriegerdenkmal Erster Weltkrieg | 08960518 |